# 萨莱涅
萨莱涅（法語：Saleignes，法語發音：[salɛɲ]）是法国滨海夏朗德省的一个市镇，位于该省东部偏北，属于圣让当热利区。

## 地理
萨莱涅（46°0'27"N, 0°11'10"W）面积7.89 平方千米，位于法国新阿基坦大区滨海夏朗德省，该省份为法国西部滨海省份，北起旺代省，西临大西洋，南至吉倫特省，东南接多爾多涅省，东北接德塞夫勒省接壤，东临夏朗德省。
与萨莱涅接壤的市镇（或旧市镇、城区）包括：莱塞迪、罗马济耶尔、维纳、欧比涅。

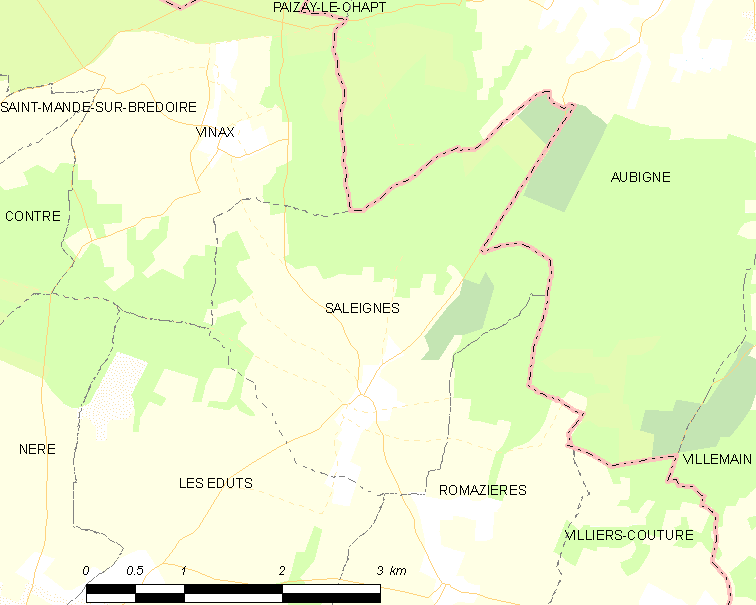
萨莱涅的OSM定位图

萨莱涅的时区为UTC+01:00、UTC+02:00（夏令时）。

## 行政
萨莱涅的邮政编码为17510，INSEE市镇编码为17416。

## 政治
萨莱涅所属的省级选区为马塔县。

## 人口

1962-2008年间萨莱涅人口变化图示

萨莱涅于2022年1月1日时的人口数量为57人。